# Bjällkölen
Bjällkölen är en sjö i Älvdalens kommun i Dalarna och ingår i Dalälvens huvudavrinningsområde.